# Alexander Zwo
Alexander Zwo ist eine sechsteilige deutsche Fernsehserie aus dem Jahr 1972 unter der Regie von Franz Peter Wirth.

## Inhalt
Mike Friedberg ist Chemiker in den Vereinigten Staaten. Als sein Vater bei einem Autounfall in Deutschland ums Leben kommt, kehrt Friedberg nach Hause zurück, um das ererbte Chemiewerk in München zu übernehmen. Bald erfährt er, dass das Unternehmen wichtige Forschung für die NATO betreibt. Plötzlich werden Anschläge auf sein Leben verübt. Er wird fast angeschossen und hat einen Autounfall, der dem seines Vaters ähnlich ist. Eine Explosion im Labor überlebt er nur knapp, doch der leitende Angestellter Dr. Terborg stirbt. In einem Zug versucht eine Frau namens Sonja ihn zu töten, die sich als sowjetische Geheimagentin entpuppt. Friedberg wird klar, dass sein Zwillingsbruder, der verschwand als sie kleine Kinder waren, nicht tot ist. Sein Bruder war sowjetischer Agent, der in den Westen überlief. Mike Friedberg gibt sich als Agent Alexander aus und verführt Sonja. Alexander ist der Deckname seines Bruders gewesen. Sie lässt ihn davonkommen, aber jetzt wird ein Auftragsmörder auf Friedberg angesetzt. Während Mike Friedberg nun versucht zu beweisen, dass er kein Agent ist, hat sein Zwillingsbruder das Gegenteil im Sinn. Alexander Friedberg plant seinen eigenen Tod vorzutäuschen, indem er seinen Bruder tötet, damit er in Sicherheit ist und sein Leben mit Sonja verbringen kann. Mike Friedberg wendet sich an die amerikanische Botschaft, aber es wird angenommen, dass er paranoid ist. Schließlich bittet er den deutschen Militärischen Abschirmdienst um Schutz. Er kehrt in die Vereinigten Staaten zurück, aber ehemalige Freunde geben vor, ihn nicht zu kennen. Am Ende der Serie benutzt sein Bruder Sonja, um ihn zu kontaktieren und lockt ihn in eine tödliche Falle.

## Episoden
| № | Titel                          | Erstsendung       |
| - | ------------------------------ | ----------------- |
| 1 | Gefährliche Heimkehr           | 25. November 1972 |
| 2 | Zum Abschuss freigegeben       | 9. Dezember 1972  |
| 3 | Das gestohlene Ich             | 23. Dezember 1972 |
| 4 | Tote müssen nicht mehr sterben | 6. Januar 1973    |
| 5 | Der Trumpf                     | 27. Januar 1973   |
| 6 | Ping Pong                      | 10. Februar 1973  |